# Lüftlmalerei

Le Lüftlmalerei (plus rarement écrit : Lüftelmalerei) désigne en Haute-Bavière, surtout dans la région de Werdenfelser Land située autour de Garmisch-Partenkirchen ainsi qu’au Tyrol, (particulièrement à Holzgau, ou à Telfs), une expression artistique de peintures sur les murs extérieurs des maisons.
Ces peintures sont réalisées selon la technique de la fresque sur le crépi calcaire frais de sorte que les couleurs peuvent pénétrer profondément dans le mortier encore humide leur permettant de durer plus longtemps.
L'origine du terme est contesté, mais il s'agit probablement du nom de la maison natale du peintre Franz Seraph Zwinck (1748-1792) à Oberammergau, Zum Lüftl.
Le Lüftlmalerei est une variante populaire du trompe-l'œil.

Lüftlmalerei en Haute-Bavière, Allemagne
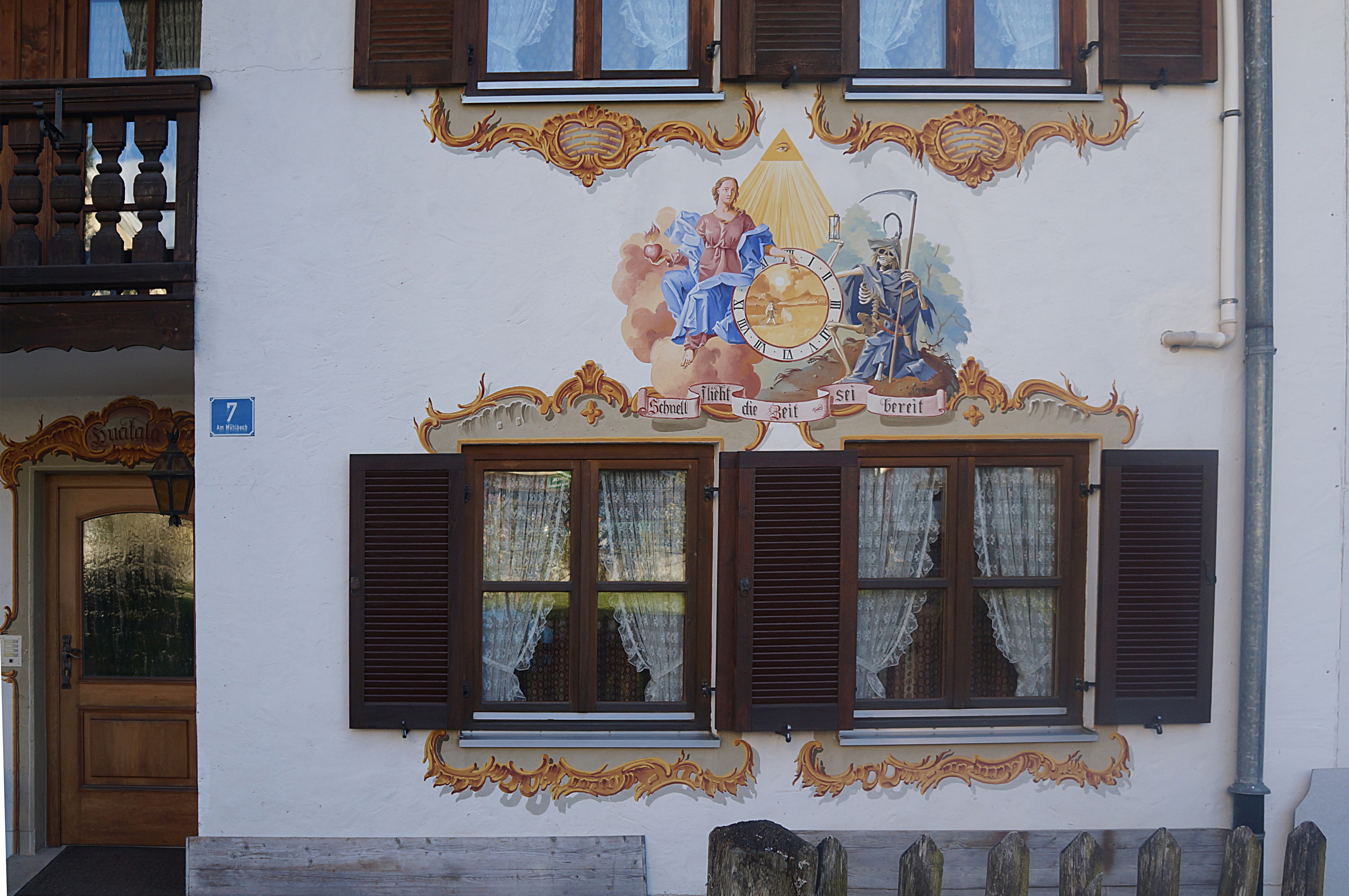
Oberammergau Kuatala 7 Mühlbach.
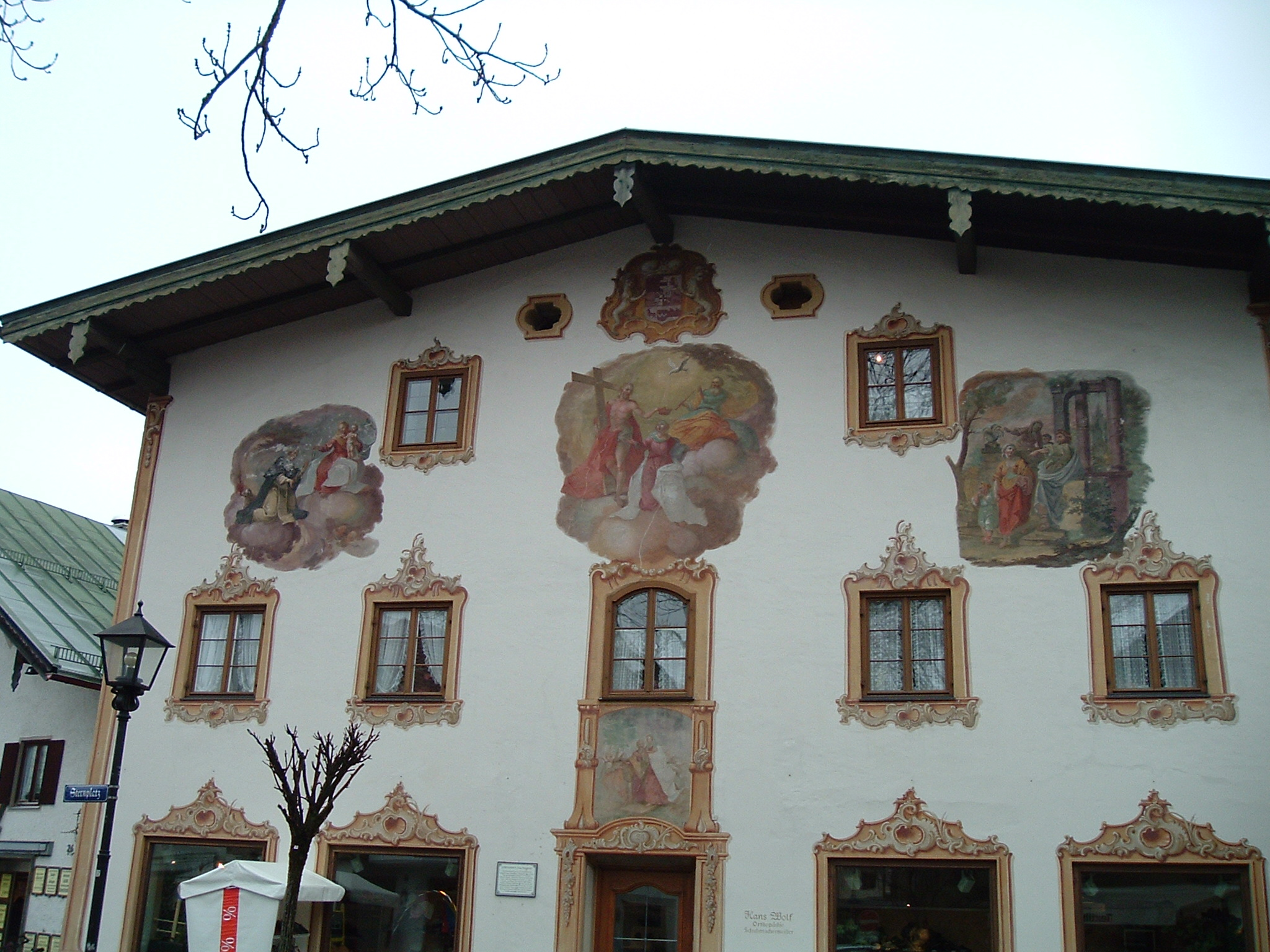
Kölblhaus, Oberammergau.
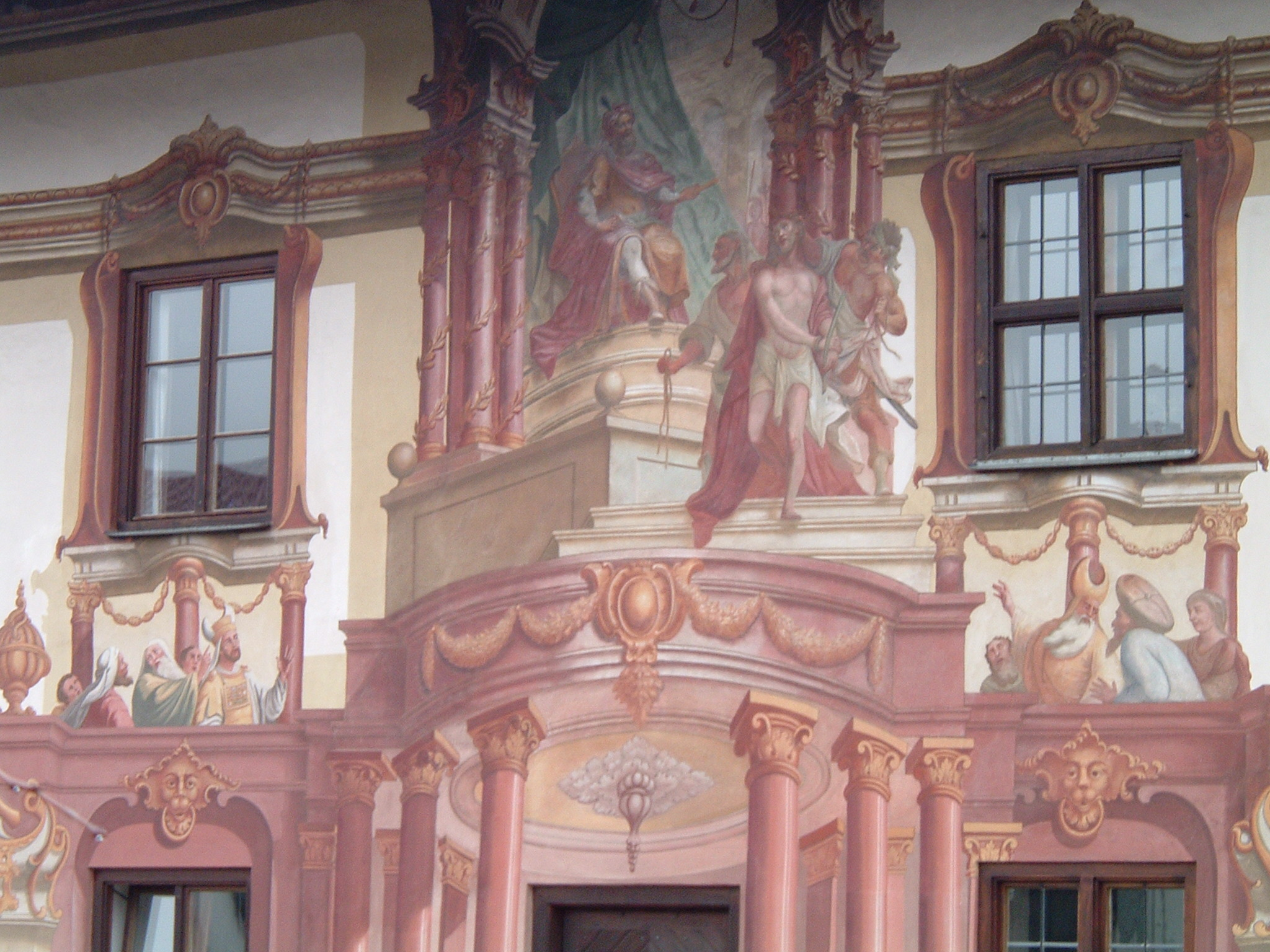
Pilatus-Haus, Oberammergau.
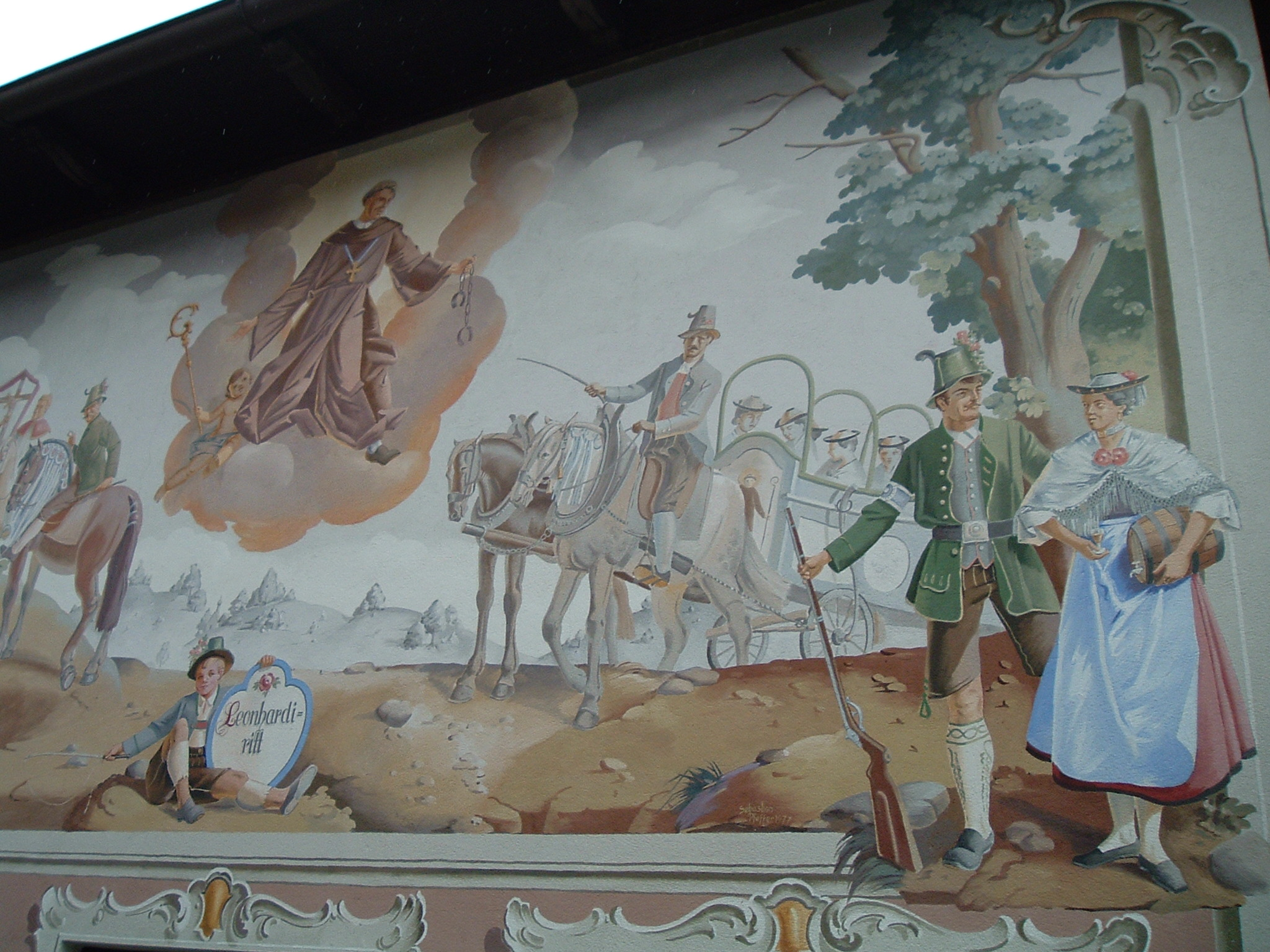
Oberammergau.
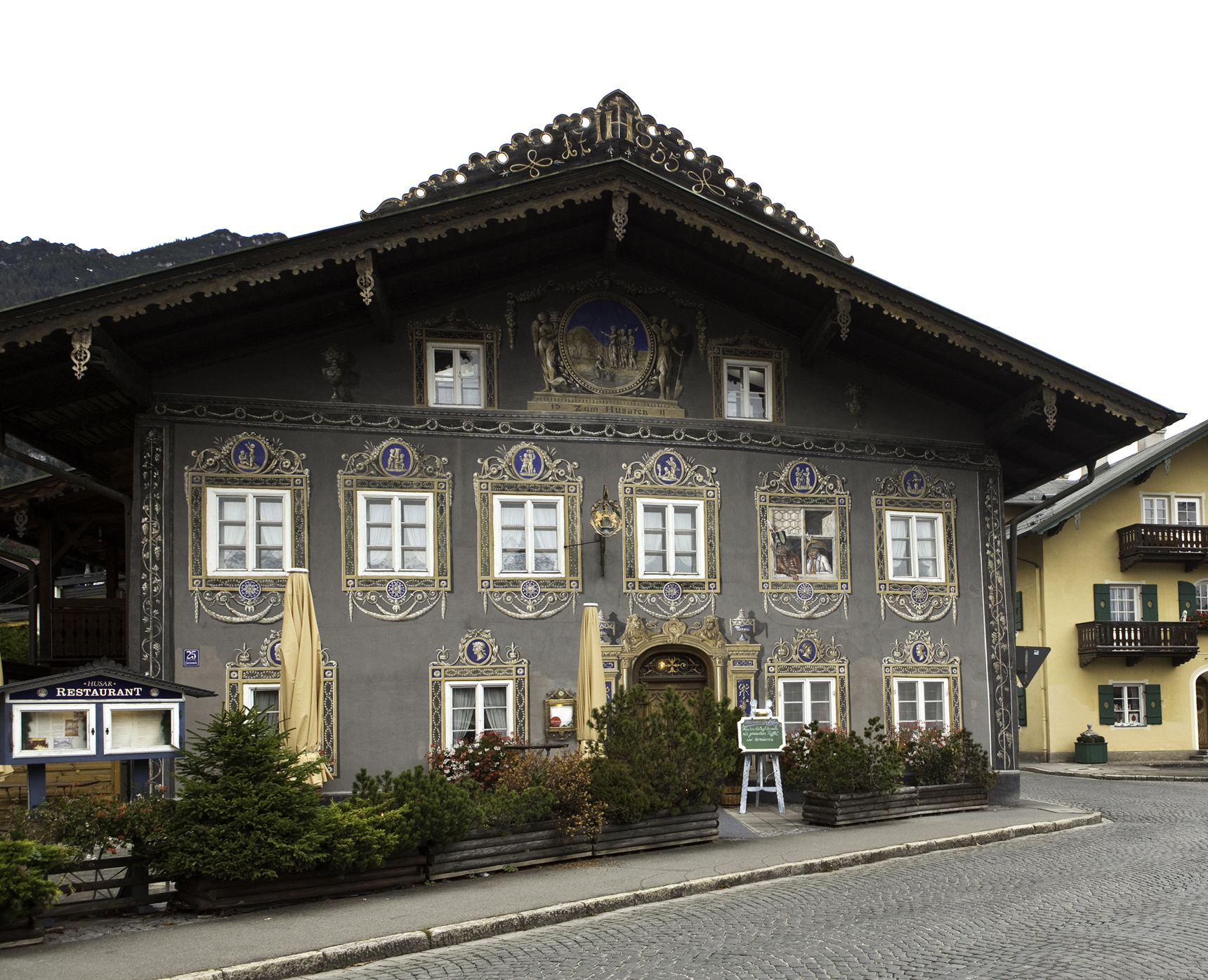
Le restaurant Zum Husaren à Garmisch-Partenkirchen.

Lüftlmalerei à Holzgau, Tyrol, Autriche
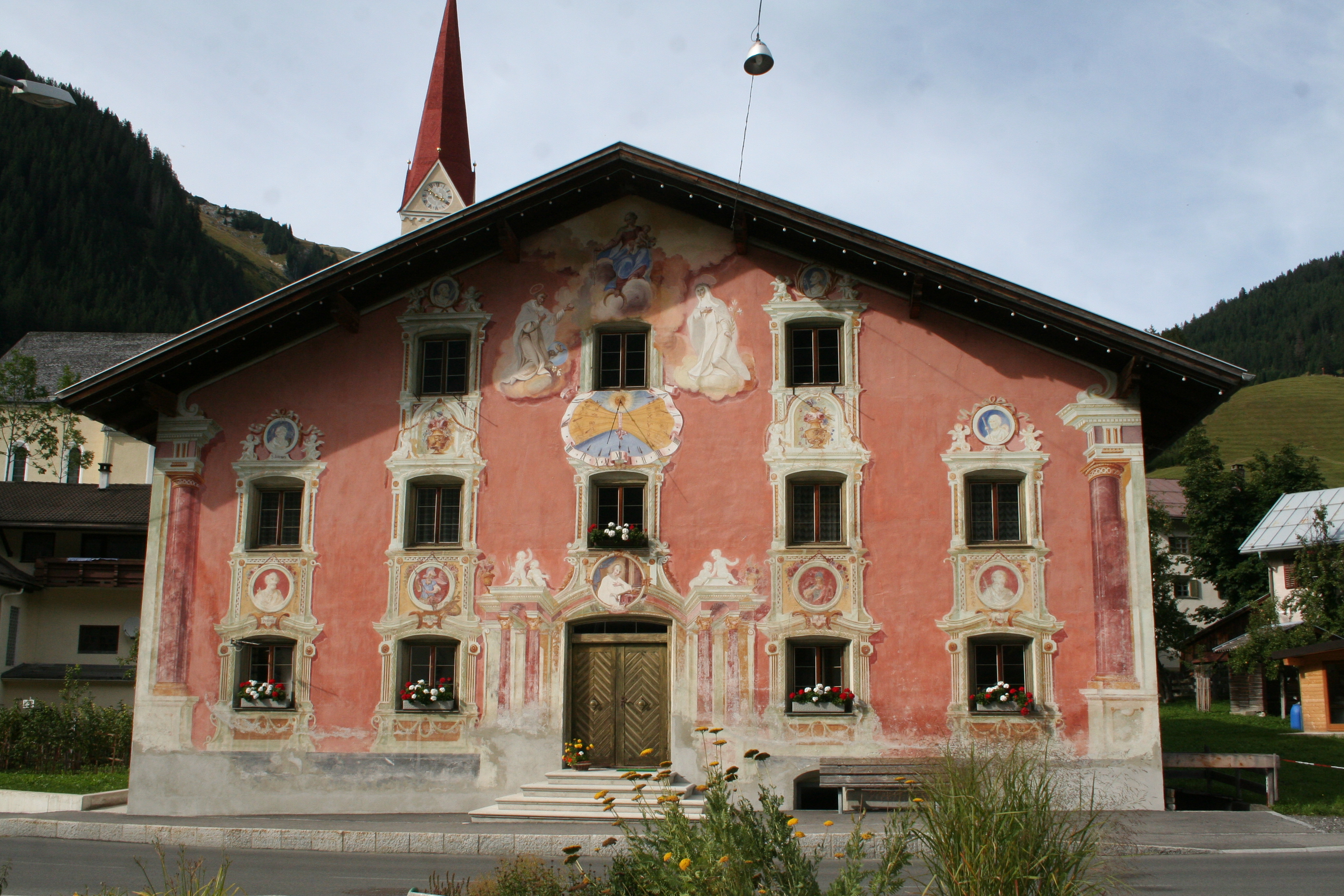
Maison ornée.
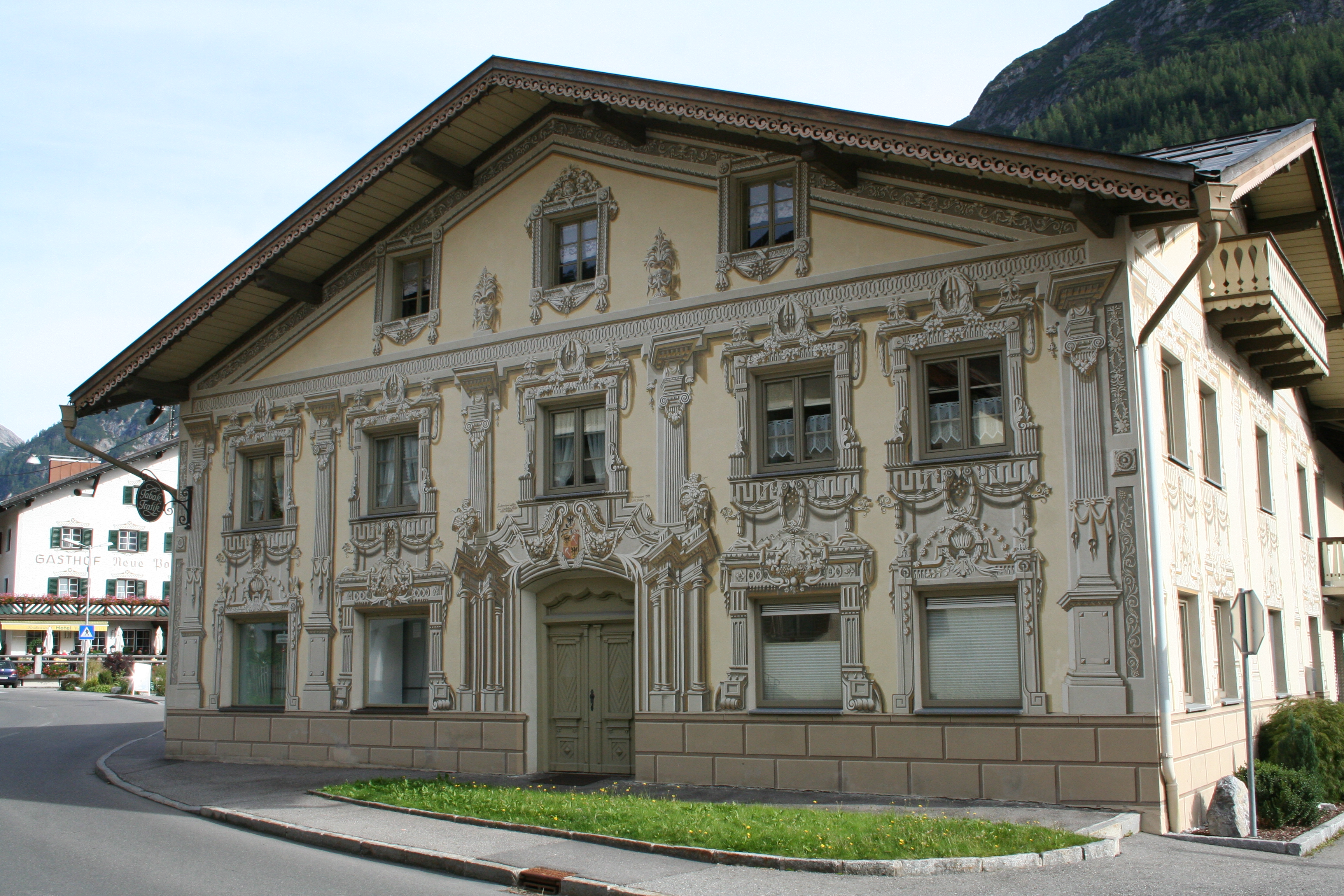
Maison ornée.
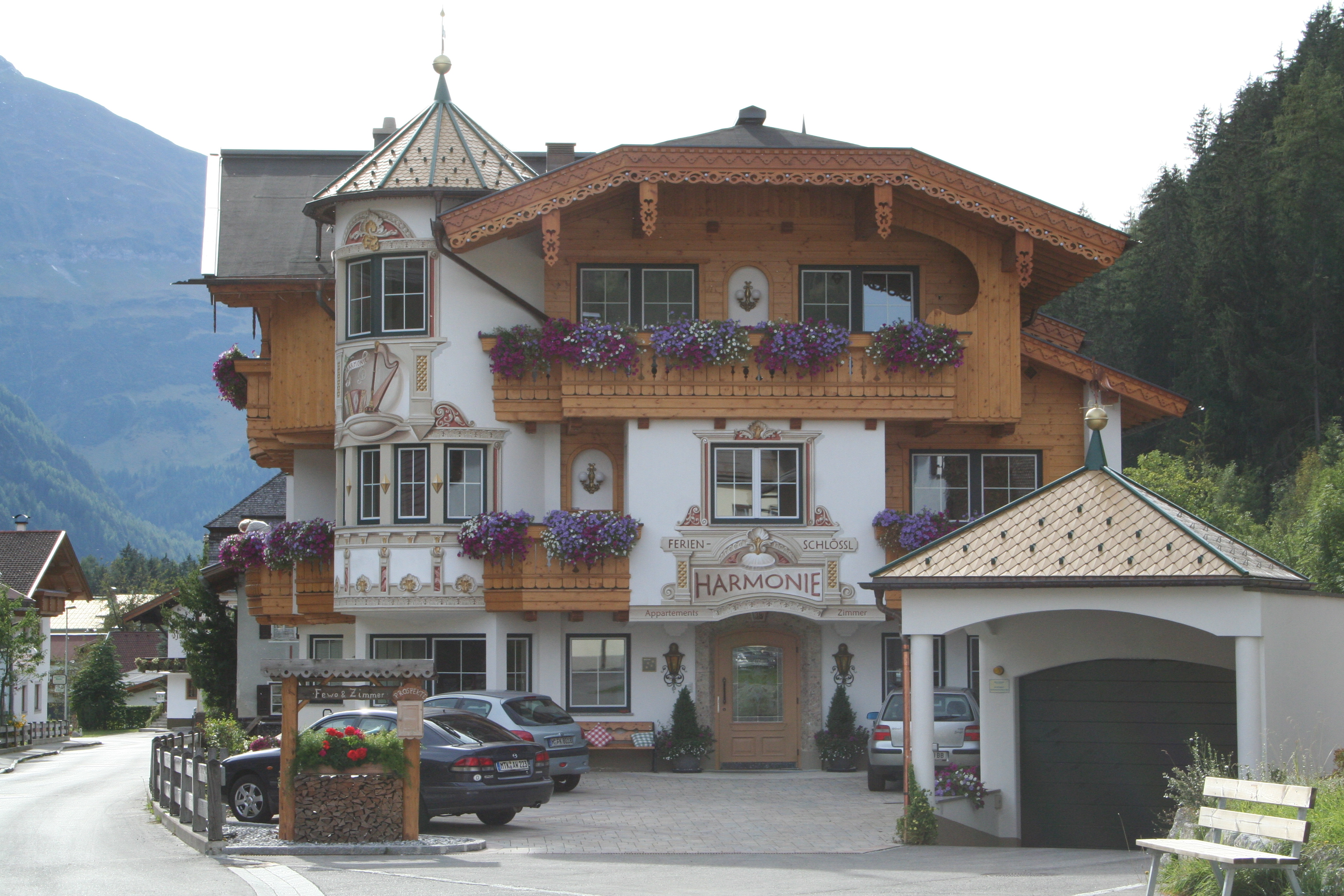
Maison ornée.
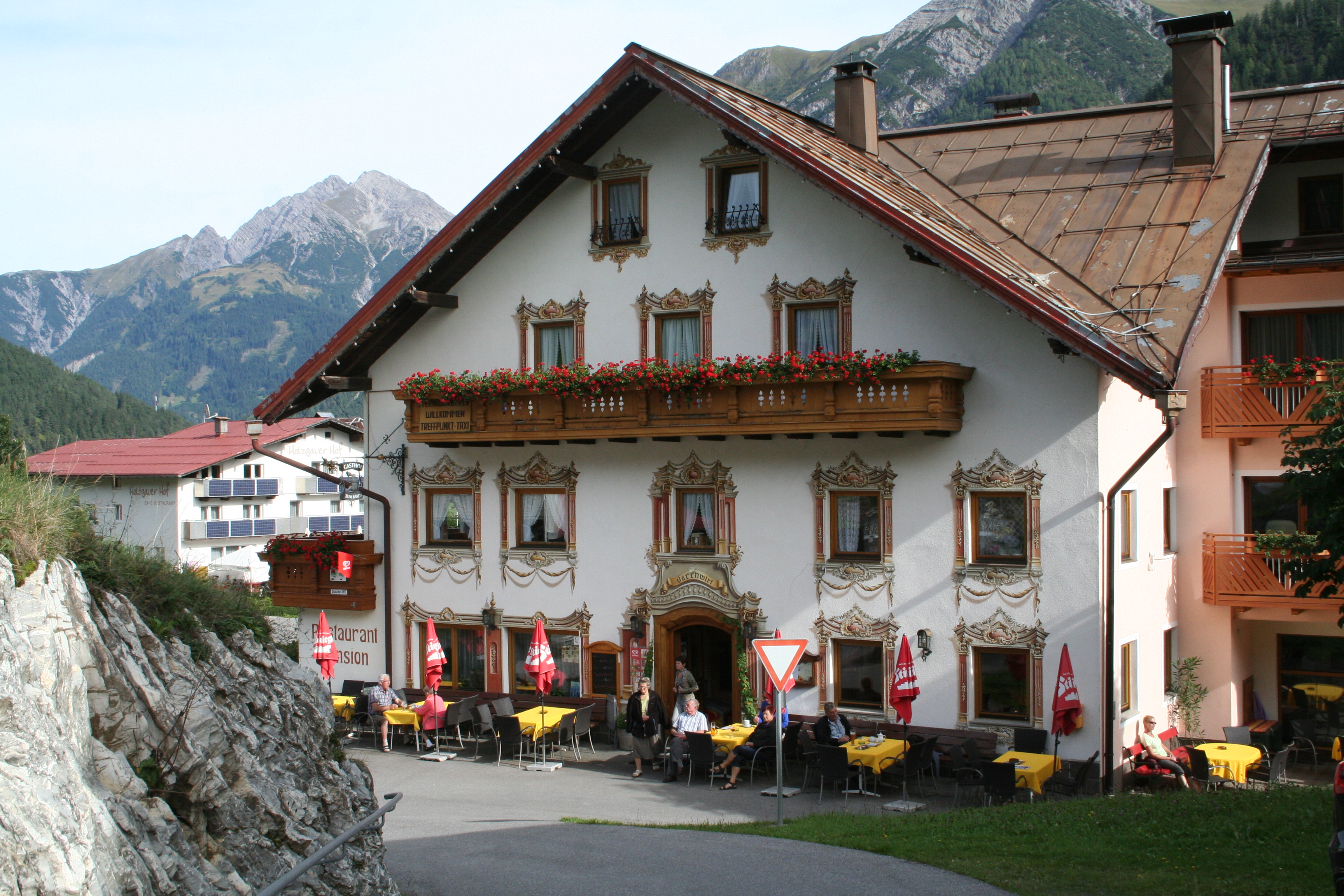
Maison ornée.
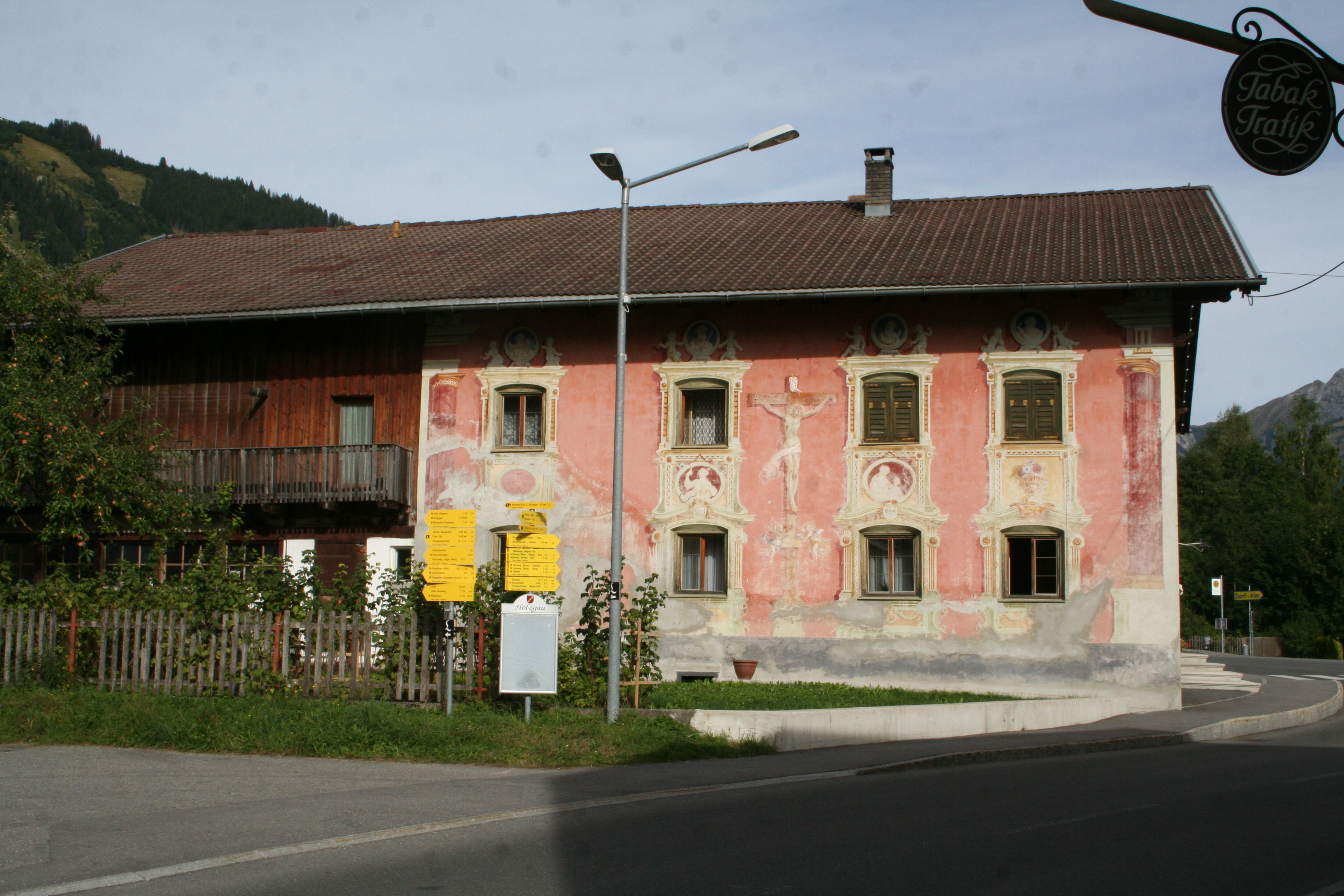
Maison de la seconde moitié du XVIIIe siècle, peinture de la façade par Josef Degenhart, autour de 1790.
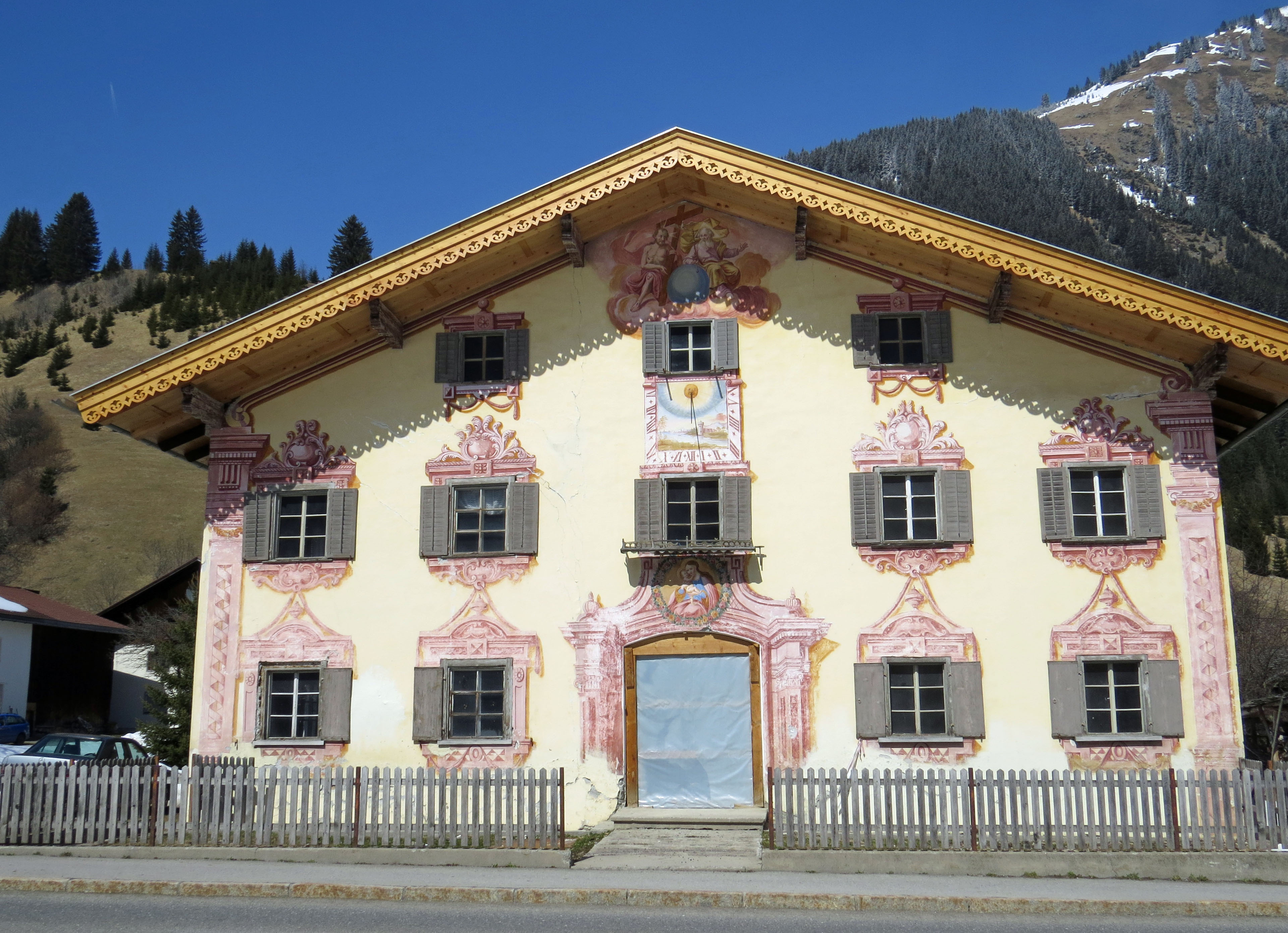
Ferme de la même époque, peinture de la façade, probablement, par Josef Degenhart, autour de 1790.

## Source
- (de) Cet article est partiellement ou en totalité issu de l’article de Wikipédia en allemand intitulé « Lüftlmalerei » (voir la liste des auteurs).